# Гудспрингс (Невада)
Гудспрингс (енгл. Goodsprings) насељено је место без административног статуса у америчкој савезној држави Невада.

## Демографија
По попису из 2010. године број становника је 229, што је 3 (-1,3%) становника мање него 2000. године.
| Група             | 2000.       | 2010.       |
| Белци             | 204 (87,9%) | 204 (89,1%) |
| Афроамериканци    | 4 (1,7%)    | 1 (0,4%)    |
| Азијати           | 0 (0,0%)    | 3 (1,3%)    |
| Хиспаноамериканци | 11 (4,7%)   | 9 (3,9%)    |
| Укупно            | 232         | 229         |